# Макуна
Макуна  (Макунах, «Замок Махон»; англ. Mahoonagh , также Castlemahon; ирл. Caisleán Maí Tamhnach /  Maigh Tamhnach) — деревня в Ирландии, находится в графстве Лимерик (провинция Манстер). Население — 517 человек (по переписи 2006 года).